# Bahrein
Bahrein (teljes nevén: Bahreini Királyság) szigetország a Perzsa-öbölben. Nevét a Budapestnél területileg alig nagyobb, fő szigetéről kapta, amelyet út köt össze a szaúd-arábiai Dammámmal.
A Kelet és Nyugat közti stratégiai helyzete, termékeny földje, édesvize és a gyöngyhalászat hosszú időn keresztül a városiasodás központjává tette Bahreint. A gyöngyhalászat volt a gazdaság fő ága egészen a 20. század elejéig, amikor feltalálták a tenyésztett gyöngyöt, és kőolajat fedeztek fel itt az 1930-as években. Ma a gazdagságáról, a modern építészetéről, a felhőkarcolóiról, a gazdag kulturális örökségéről, valamint a Formula-1-es nagydíj otthonaként is ismert. 

## Etimológia
Neve arab eredetű, „két tenger”-t jelent.[forrás?]

## Földrajz
A Szaúd-Arábiától keletre a Perzsa-öbölben található szigetcsoport összterülete csak kicsit nagyobb mint Budapest területe. 

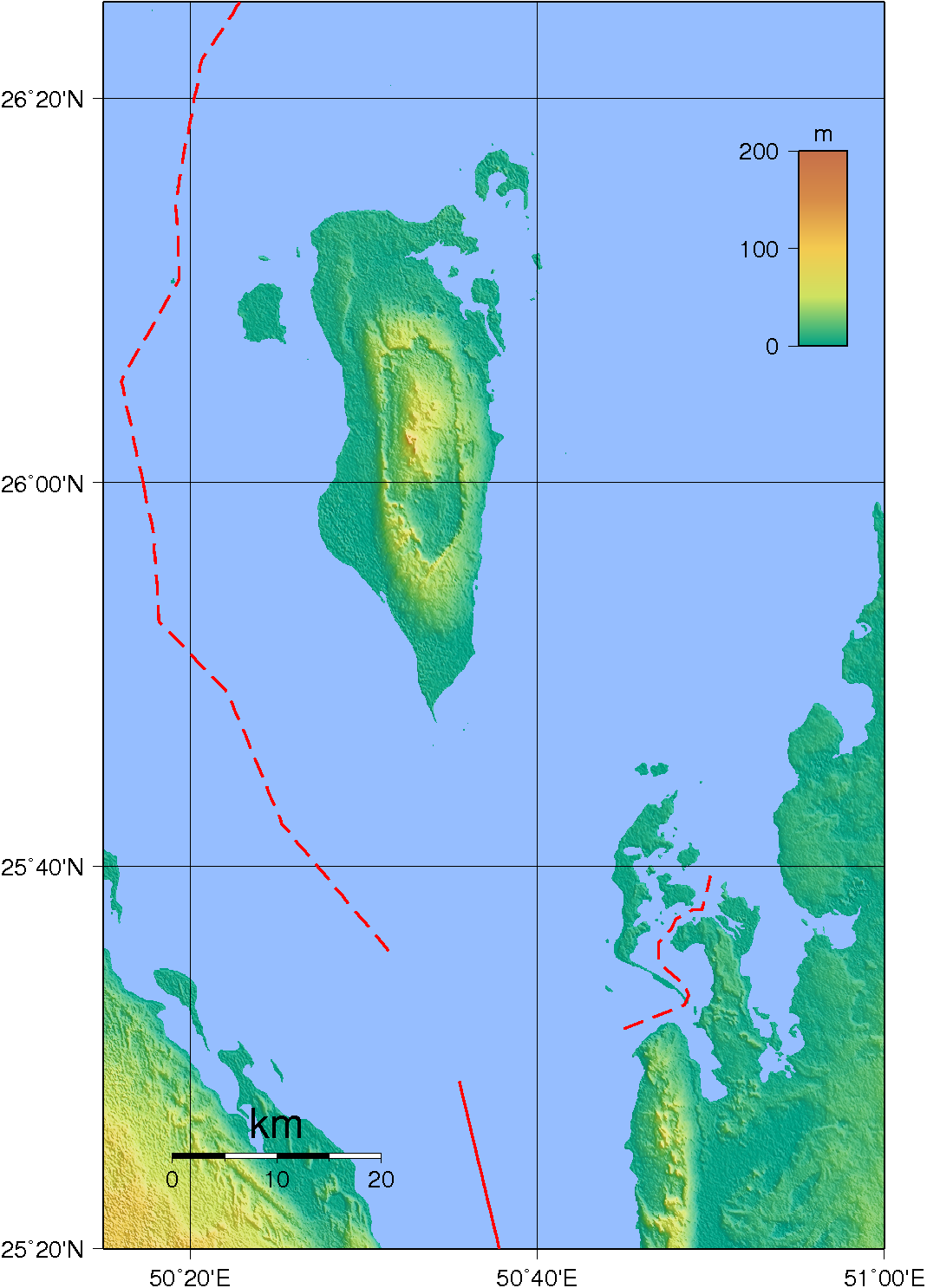
Bahrein domborzati térképe

### Domborzat
A négy nagyobb (Bahrein, Muharraq, Sitrah, Hawar) és harminc kisebb szigetből álló ország felszíne sík. A jelentős artézi vízkészletből eredő forrásai gazdag oázisokat látnak el évezredek óta. Legmagasabb pontja: Jabal ad-Dukhan (122 méter).

### Vízrajz
Nincs jelentősebb felszíni vízfolyás. Környezeti gondot okoz, hogy a tengerbe távozó édesvíz felborítja a partközeli vizek korábbi sóháztartását. Megváltozik így a part menti élővilág.

### Éghajlat
Sivatagi éghajlatú. 
Télen kellemes tavaszias az idő, nyáron párás forróság a jellemző. A csapadék kevés. Az évi napsütéses órák száma magas. Homok- és porviharok rendre előfordulnak.

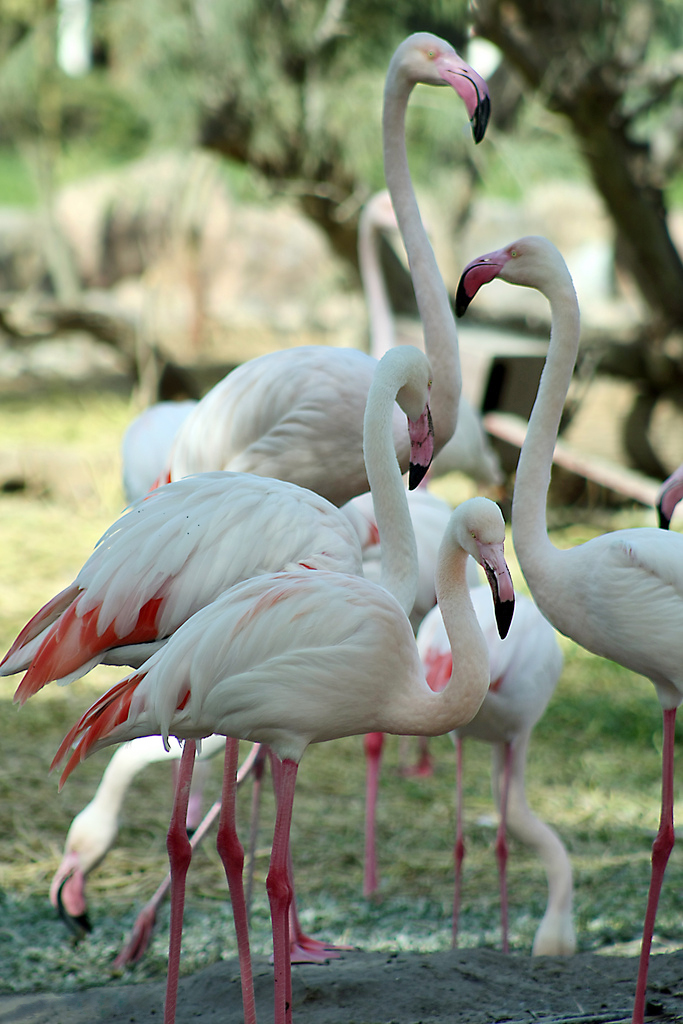
A Rózsás flamingók őshonosak a területen

| Hónap                                                                                    | Jan. | Feb. | Már. | Ápr. | Máj. | Jún. | Júl. | Aug. | Szep. | Okt. | Nov. | Dec. | Év   |
| ---------------------------------------------------------------------------------------- | ---- | ---- | ---- | ---- | ---- | ---- | ---- | ---- | ----- | ---- | ---- | ---- | ---- |
| Rekord max. hőmérséklet (°C)                                                             | 29,7 | 34,7 | 38,1 | 41,3 | 46,7 | 47,3 | 47,5 | 45,6 | 45,5  | 42,8 | 37,2 | 30,6 | 47,5 |
| Átlagos max. hőmérséklet (°C)                                                            | 20,0 | 21,2 | 24,7 | 29,2 | 34,1 | 36,4 | 37,9 | 38,0 | 36,5  | 33,1 | 27,8 | 22,3 | 30,1 |
| Átlagos min. hőmérséklet (°C)                                                            | 14,1 | 14,9 | 17,8 | 21,5 | 26,0 | 28,8 | 30,4 | 30,5 | 28,6  | 25,5 | 21,2 | 16,2 | 23,0 |
| Rekord min. hőmérséklet (°C)                                                             | 2,7  | 7,9  | 10,9 | 10,8 | 18,7 | 18,4 | 25,3 | 21,8 | 18,9  | 18,8 | 11,7 | 6,4  | 2,7  |
| Átl. csapadékmennyiség (mm)                                                              | 15   | 16   | 14   | 10   | 1    | 0    | 0    | 0    | 0     | 1    | 4    | 11   | 71   |
| Havi napsütéses órák száma                                                               | 226  | 221  | 239  | 255  | 307  | 339  | 332  | 332  | 312   | 304  | 261  | 226  | 3354 |
| Forrás: NOAA, Meteo Climat (record highs and lows), Ministry of Transportation (Bahrein) |      |      |      |      |      |      |      |      |       |      |      |      |      |

### Élővilág, természetvédelem
2020-ban öt védett területe van, amelyek közül négy tengeri környezet. Ezek a következők:
- Hawar-szigetek,
- Mashtan-sziget,
- Arad-öböl, Muharraq.
- Tubli-öböl,
- el-Arín Vadaspark (محمية العرين), állatkert és veszélyeztetett állatok tenyésztési központja, az egyetlen szárazföldi védett terület.

## Történelem
Az ókori Mezopotámiában sumerül Tilmun néven emlegették a számukra nagyon távoli szigetet, amellyel kereskedést folytattak (ld. Enki és Ninhurszag, 1.-30., Lu-dingirra Innin-himnuszát vagy az ún. Tilmun-himnuszt), és akárcsak az Egyiptomiak Núbiát, bizonyos mértékig eszményítően megmitologizálták:
Tilmun országa fénylő, Tilmun országa szűzi, Tilmunban holló nem károg, farkas bárányt nem ragadoz.
Akkád neve Dilmun.
A Perzsa-öböl bejáratánál elfoglalt stratégiai helyzete miatt uralmáért harcoltak az asszírok, a babiloniak, a görögök, a perzsák, végül az arabok, akiknek befolyására a szigetlakók felvették a muszlim vallást. A hely neve a legrégibb időkben Dilmun volt, a görögök Tylosnak nevezték, azután Awal lett. A Bahrein név arabul azt jelenti: 'két tengeré', arra utal, hogy édesvízű források vannak a sós vízzel körbevett területen.

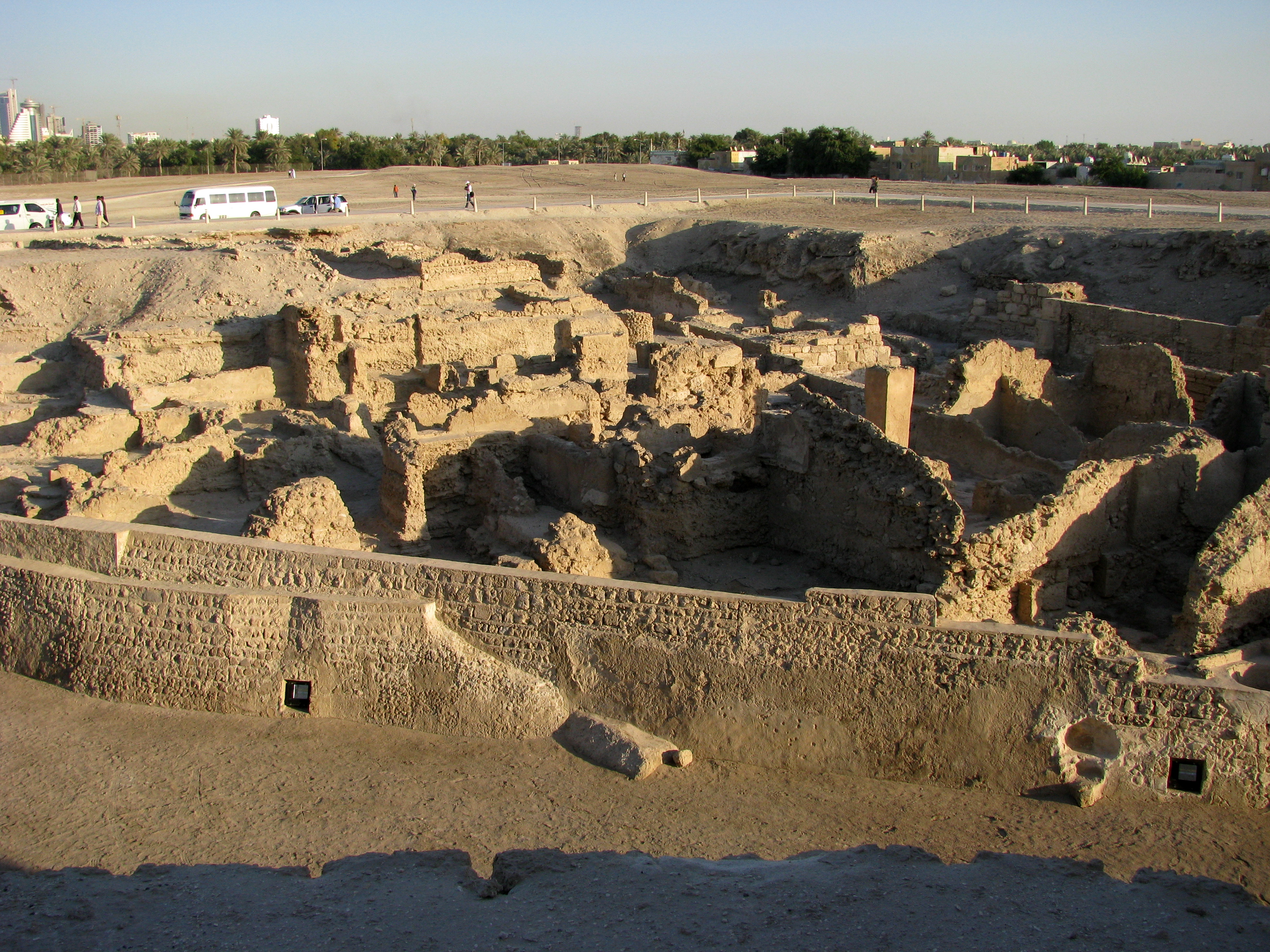
A világörökség része Bahrein erődje, amelynek néhány részét Kr.e. 2800-ra eredeztetik vissza

### Ókor
I. e. 2300 körül Bahrein a Mezopotámiában (a mai Irakban) és az Indus-völgyben (a mai Pakisztán és India) közötti kereskedelmi utak központjává vált. Ez volt a Dilmun (más átírásban Telmun) civilizáció, amely az i. e. III. évezredben kapcsolatban állt a sumér civilizációval. I. e. 600 körül Bahrein a Babiloni Birodalom része lett. Történelmi források említik, hogy a mai Bahrein akkori neve 'Örök élet', 'Paradicsom', 'Éden' volt. Ezen kívül a 'Perzsa-öböl gyöngyének' is nevezték.

### Nagyobb államok részeként
Bahrein 629-ben tért át az iszlámra. Addig a nesztoriánus kereszténység egyik központja volt. 899-ben egy világvégét váró iszmailita szekta, a karmaták lettek az ország birtokosai, akik egy utópisztikus társadalmat próbáltak megvalósítani, amelyben minden tulajdont egyenlően osztottak szét a tagok között. A karmaták zavarokat okoztak az egész iszlám világban: adót szedtek a bagdadi kalifátustól, és 930-ban kirabolták Mekkát és Medinát, a szent Kába követ Bahreinbe vitték, és csak váltságdíj ellenében adták vissza. Végül 976-ban az Abbászidák legyőzték őket.

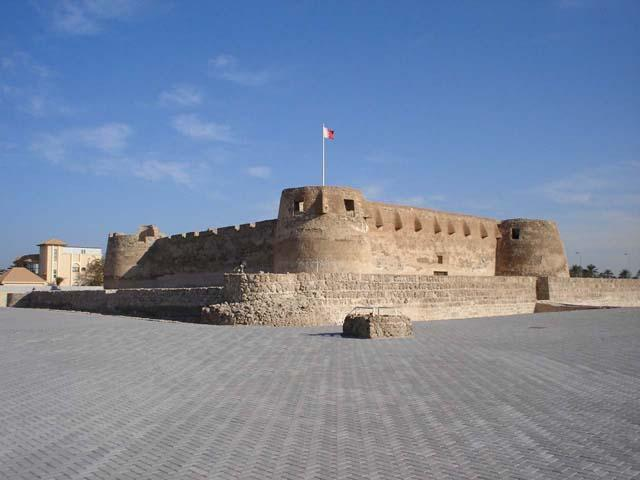
Arad erődje, 15. századi építmény

1521-ig, amikor a portugálok meghódították az Awal-szigeteket, Bahrein egy nagyobb régiót jelentett, amely magában foglalta a mai Szaúd-Arábia keleti részén fekvő Ahsa és Qatif tartományokat és az Awal-szigeteket. E szigetek a mai Bahrein. A régió Baszrától a Hormuzi-szorosig és Ománig terjedt. Ez volt az Iqlim al-Bahrayn (Bahrayn tartomány), lakói arabok voltak, a Bani 'Abdu l-Qays törzs leszármazottai. A portugál hódítás óta viszont a Bahrein név már a mai Bahreinre vonatkozik. A 16. századtól 1743-ig a Bahrein feletti ellenőrzés a portugálok és az irániak között váltakozott.

### A mai határok között
A késői 18. században az Ál Halífa család felszabadította a bahreini arabokat a perzsa uralom alól. Mivel fennállt a veszélye az újabb iráni hódításnak, az emirátus szerződést kötött Nagy-Britanniával és brit védnökség alá helyezte magát. 
Az olajat 1932-ben fedezték fel és Bahrein hirtelen modernizációját okozta. Az egész régióban itt fedeztek fel először olajat. Az Egyesült Királysággal fenntartott kapcsolatok szorosabbak lettek, mert a britek támaszpontokat állítottak fel. A brit befolyás egyre erősebb lett az ország fejlődésével, amelynek a csúcspontja Charles Belgrave tanácsadóvá való kinevezése volt; Belgrave modern oktatási rendszert hozott létre Bahreinben.
A második világháború után britellenes érzelmek terjedtek el az arab világban és Bahreinben zavargásokba torkollottak. A zavargások fókuszában a zsidó közösség állt, amelynek tagjaiból jelentős írók és énekesek, gazdasági szakemberek, mérnökök és az olajtársaságok középvezetői kerültek ki, továbbá olyan textilkereskedők, akiknek üzlete kiterjedt az egész Arab-félszigetre (nem engedték meg a zsidók állandó letelepedését Szaúd-Arábiában), és más szabadfoglalkozású elemek. Az 1947-es események következtében a zsidó közösség hátrahagyva vagyonát Bombaybe menekült, azután Palesztinában (később Izrael - a Pardes Chana negyed Tel-Avivban) és az Egyesült Királyságban telepedett le. 2007-ben 36 zsidó élt Bahreinben.
A kártérítés lehetősége sohasem merült fel. 1960-ban az Egyesült Királyság Bahrein jövőjét nemzetközi döntőbíráskodás alá helyezte és az ügy az Egyesült Nemzetek főtitkárának hatáskörébe került. 1970-ben Irán bejelentette igényét Bahreinre és a többi perzsa-öböli szigetre. Később egyezményt kötött az Egyesült Királysággal, hogy Irán nem érvényesíti igényét Bahreinre, ha más követeléseit teljesíti az Egyesült Királyság. Az ezt követő népszavazáson a bahreiniek megerősítették, hogy ők arabok és függetlenek Nagy-Britanniától és Irántól. Bahrein tagja maradt az Arab Ligának és az Öböl-menti Együttműködési Tanácsnak.
A britek 1971. augusztus 15-én vonultak ki. Az 1980-as évek magas olajárából nagy hasznot húzott Bahrein, de az áresés is súlyosan érintette. Az ország megkezdte gazdaságának diverzifikálását és az 1970-es években a libanoni polgárháborúból is hasznot húzott, ugyanis Bahreinbe települt át Bejrútból a Közel-Kelet pénzügyi központja. Korábban Libanonban erős bankszektor működött, ami kivonult onnan a polgárháború miatt.
Az 1979-es iráni iszlám forradalom után a bahreini síiták fundamentalista szervezete, a Bahrein Felszabadításának Iszlám Frontja 1981-ben sikertelen puccsot kísérelt meg. A puccsot Iránban élő emigráns síita klerikusok szervezték, élükön Hujjatu l-Iszlám Hádi el-Mudarriszi állt, aki a teokratikus kormányzat legfelső vezetője lett volna. Az iraki–iráni háborúban számos bahreini síita harcolt iráni oldalon.
1994-ben a síiták újabb zavargásokat kezdeményeztek, mert nők is részt vettek sporteseményen. A királyságra rosszul hatottak az 1990-es évek közepének szórványos zavargásai is, amikor negyven ember vesztette életét a kormány és a fundamentalisták összecsapásaiban.
1999 márciusában Hamad ibn Ísza Ál Halífa követte apját az államfői poszton, és bevezette a parlamenti választásokat, szavazati jogot adott a nőknek, és kiengedte a börtönből a politikai foglyokat. Ezt a mozzanatot az Amnesty International úgy jellemezte, hogy „történelmi periódusa az emberi jogoknak”. Az országot királysággá nyilvánították 2002-ben. Korábban hivatalosan „állam” volt a megnevezése, ez „királyság”-ra változott.
A 2011-es egyiptomi forradalom hatására 2011 februárjában megmozdulások kezdődtek, amelynek fő oka a vallási megosztottság volt: a síita többség felett egy szunnita kisebbség uralkodik, amely kirekeszti a síitákat a hatalomból és a gazdagságból. A hatalom a tömegmegmozdulásokat rendőri rohammal verte szét, viszont a később visszatérő tüntetőket már nem érte atrocitás. A változást a szaúdi és katari rendőri erők megjelenése jelentette 2011. március 14. táján, amely után a tüntetéseket feloszlatták, majd a demonstrálók fő jelképének számító Gyöngy teret is elbontották.

## Politika és közigazgatás

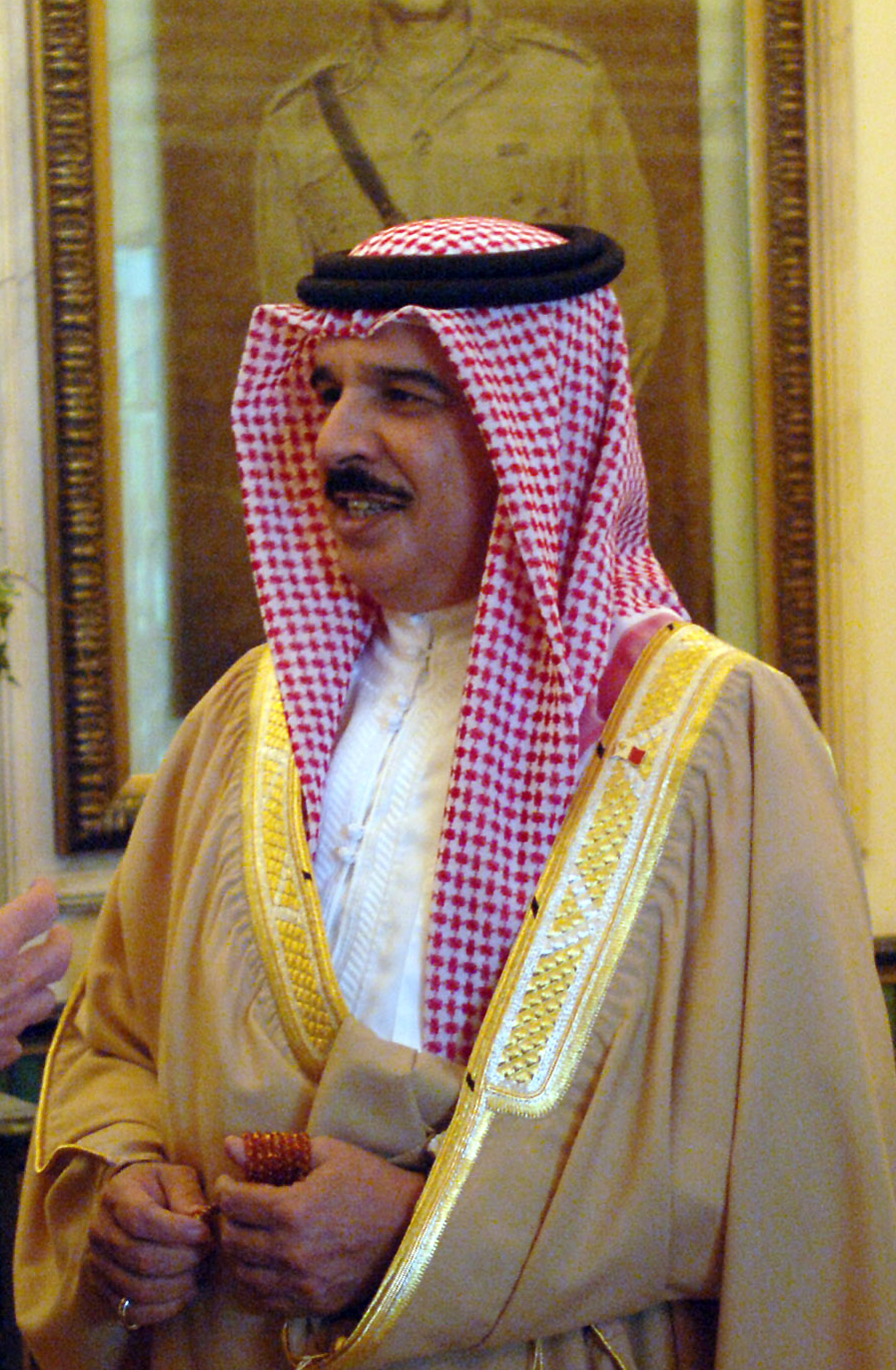
Hamad-Ibn-Ísza-Ál-Halífa király

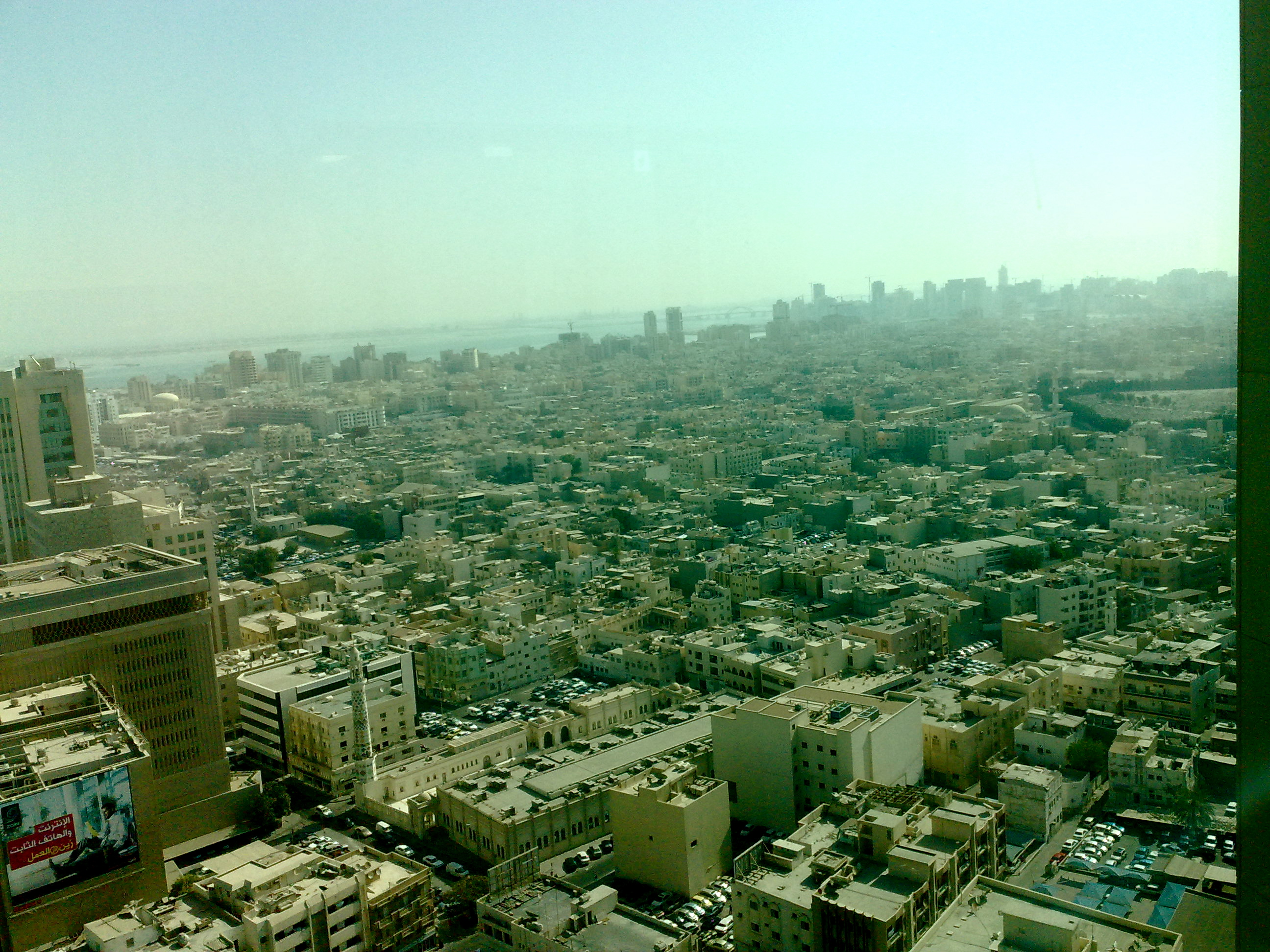
Manáma látképe

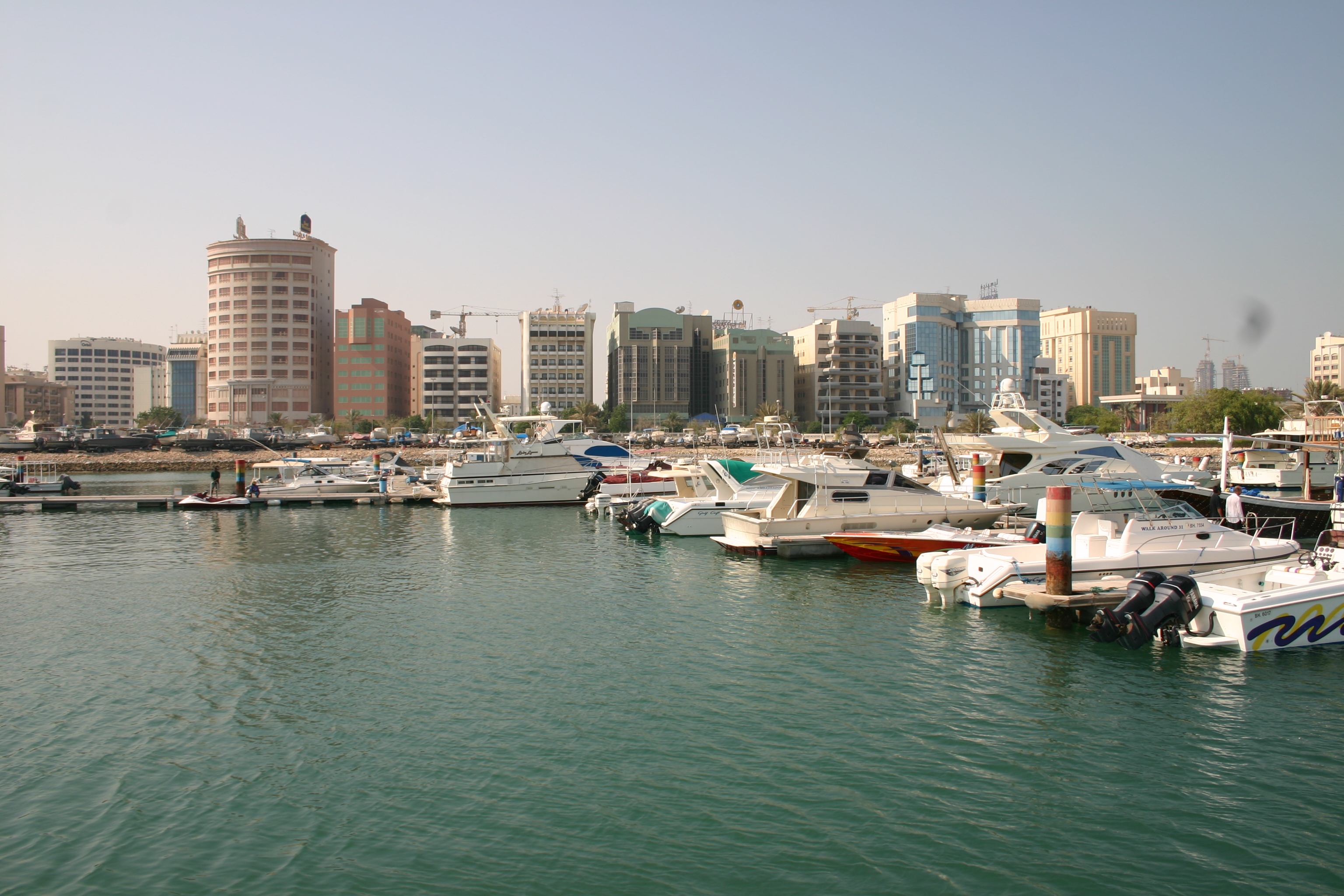
Manáma egy más nézetből

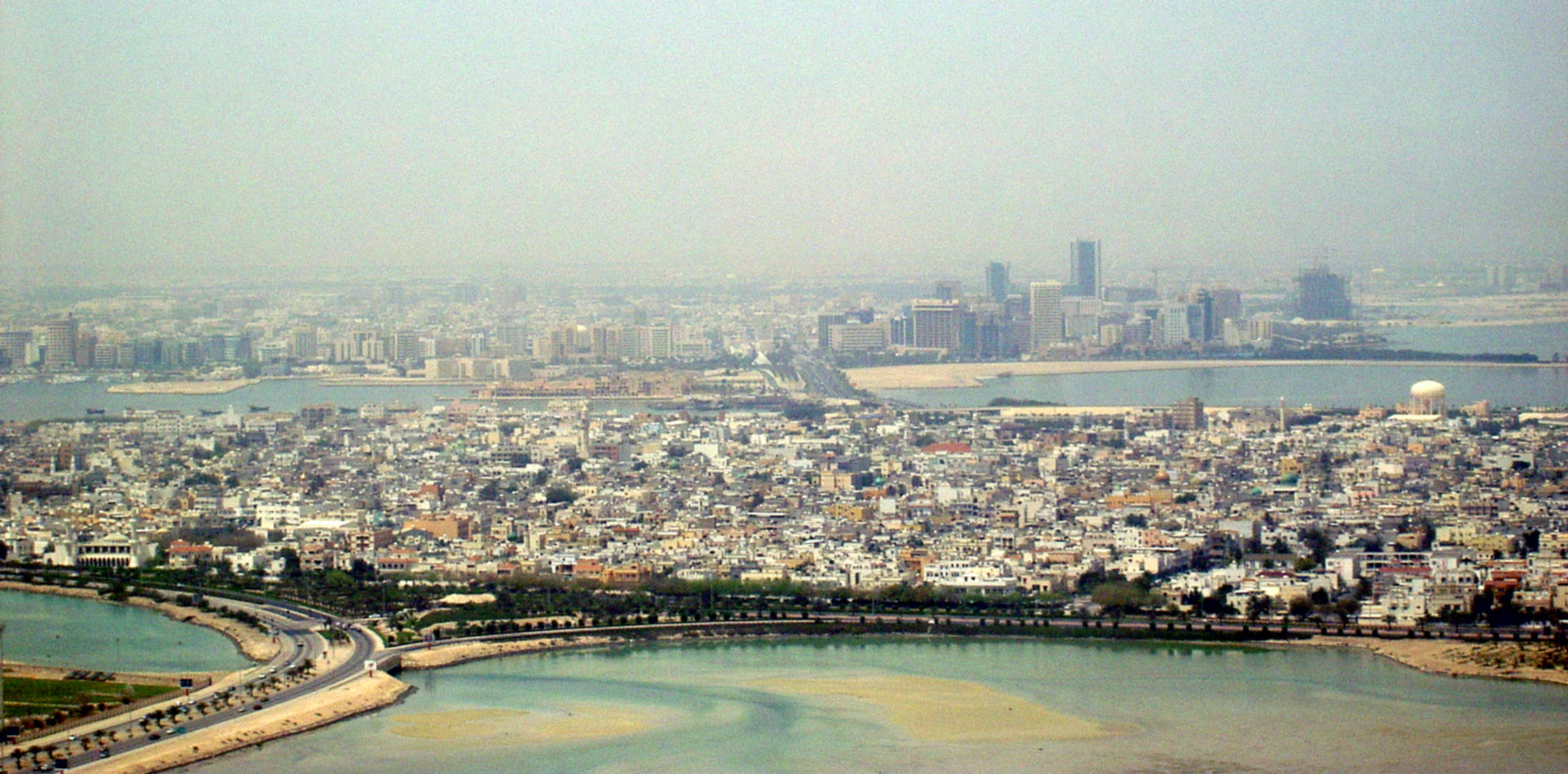
Muharrak (az előtérben) és Manáma (a háttérben)

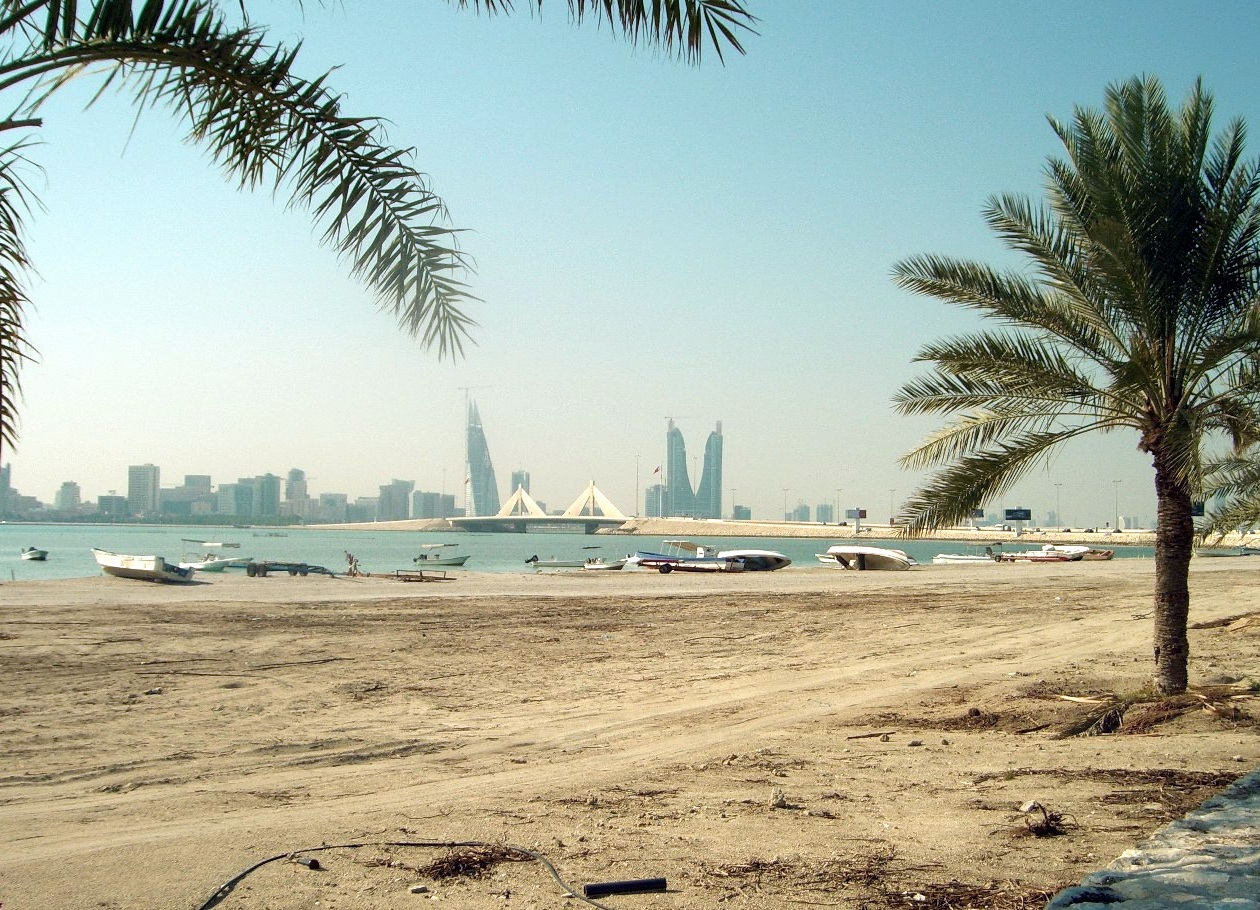
Muharrak tengerpartja

Bahrein örökletes alkotmányos monarchia, amelynek élén a király, Hamad-Ibn-Ísza-Ál-Halífa áll. Hamad király széles körű végrehajtó jogkörrel rendelkezik, amely magában foglalja a miniszterelnök és minisztereinek kinevezését, a hadsereg irányítását, a Legfelsőbb Bírói Tanács elnöki tisztét, a parlament felsőháza tagjainak kinevezését és a választott alsóház feloszlatását. 2010-ben a kormány mintegy felét az uralkodói család tagjai alkották.
Kétkamarás Nemzetgyűlés van (al-Jam'iyyah al-Watani), amely a Shura Tanácsból (Madzslis Al-Shura) 40 képviselői hellyel és a Képviselők Tanácsából (Madzslis Al-Nuwab) 40 képviselőhellyel rendelkezik. A Shura negyven tagját a király nevezi ki. A Képviselő Tanács 40 tagját abszolút többségi szavazással négy évre választják, az egy mandátumos választókerületekben.

### Emberi jogok
2011-ben Bahreint kritizálták az arab tavasz nyomán támadt forrongás leverése miatt. Az emberi jogokat súlyosan megsértik, beleértve a szisztematikus kínzást is.
Az Amnesty International 2015-ös, az országról szóló jelentése rámutat az ellenvélemények folyamatos elnyomására, a szólásszabadság korlátozására, az igazságtalan bebörtönzésekre, valamint a polgáraival szemben alkalmazott kínzásra.
A Freedom House szervezettől "nem szabad ország" minősítést kapott. A Freedom House 2021-es jelentésében továbbra is „nem szabadnak” minősíti Bahreint.

### Közigazgatási beosztás
Az ország hat apró kormányzóságra oszlik:
| Bahrein közigazgatási beosztása | 1. Főváros (Manáma) 2. Központ 3. Muharrak 4. Észak 5. Dél |

## Népesség
Az Öböl-államok legkisebb népességével rendelkező állam. A városi népesség meghaladja a 90%-ot. Népsűrűsége magas, kb. 2200 fő/km² (2020-ban); a legnagyobb népességi koncentráció a fő sziget északi végén, Manama és el-Muharrak környékén található.

### Népességének változása
| Lakosok száma | 160 691 | 204 916 | 252 139 | 374 125 | 465 254 | 563 730 | 732 541 | 1 191 539 | 1 409 661 | 1 569 666 |
|               | 1960    | 1967    | 1974    | 1981    | 1988    | 1995    | 2002    | 2009      | 2016      | 2023      |

### Etnikai, nyelvi megoszlás
Az országban a hivatalos nyelv az arab, de beszélik még az angolt, a perzsát és az urdut.
A lakosság 73%-a arab (melyből 63% bahreini arab, 10% egyéb arab), 27%-a külföldi (8% iráni, 8% indiai, 2% pakisztáni, 1% európai, 8% egyéb).
Az ENSZ 2019-es adatai szerint a bevándorlók a teljes népesség körülbelül 45% -át teszik ki.

### Vallási megoszlás

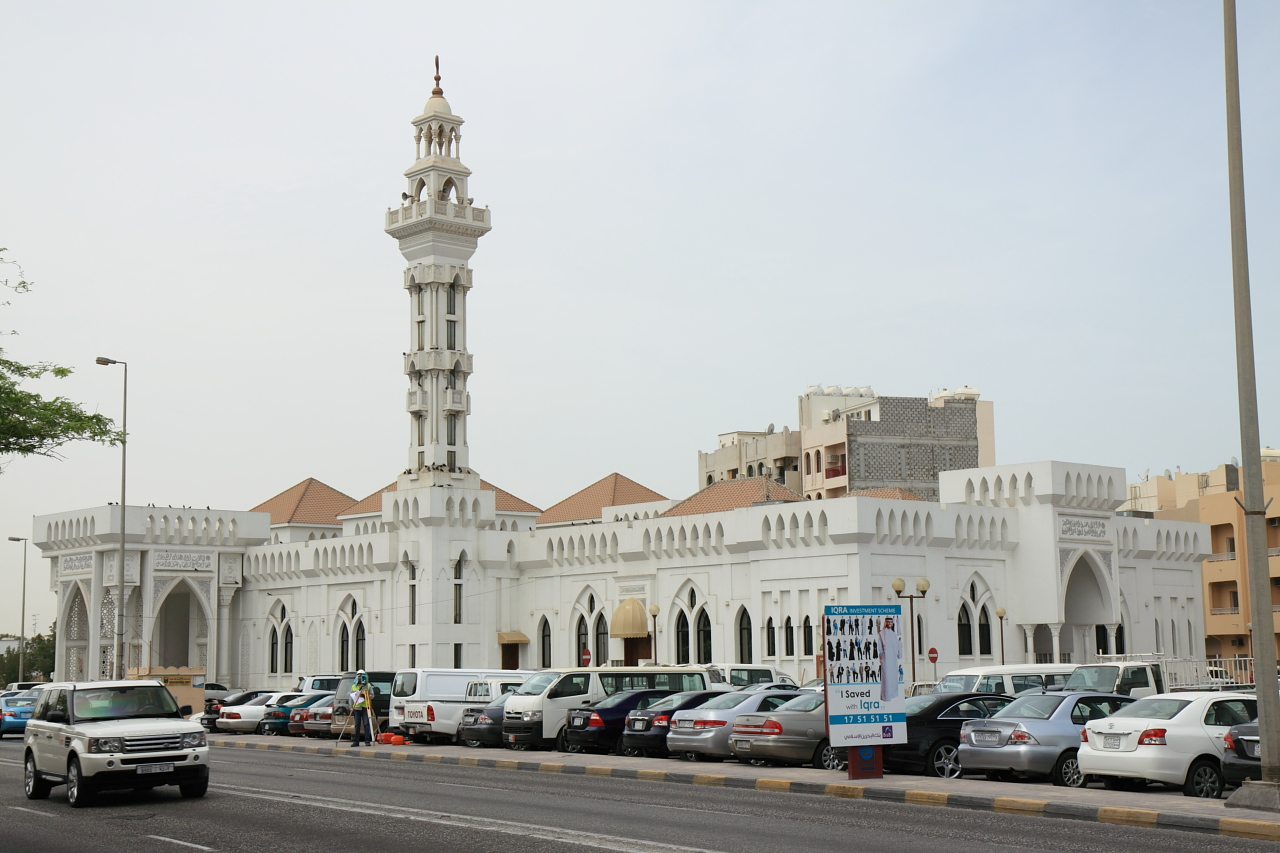
Manamai mecset

A bevándorlók és vendégmunkások miatt a muszlimok aránya jelentősen csökkent, de az iszlám az államvallás szerepét élvezi. A bahreini muszlimok enyhe többsége síita. Egyike annak a három közel-keleti országnak, amelyben a síiták vannak többségben (Irán, Irak).
2020-as adatok alapján a lakosság vallási megoszlása:
- 69,7% iszlám
- 14,1% kereszténység
- 10,2% hinduizmus
- 3,1% buddhizmus
- 2,0% nincs vallása
- 0,9% egyéb

### Szociális rendszer
Az egészségügyi ellátás ingyenes.

## Gazdaság

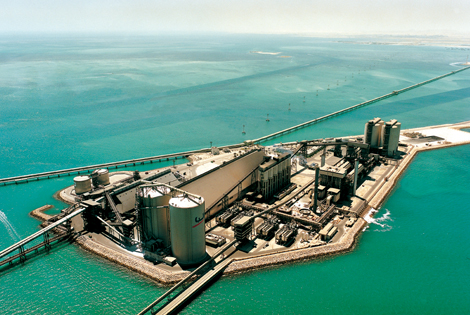
Az Alba alumíniumgyártó cég egy telephelye

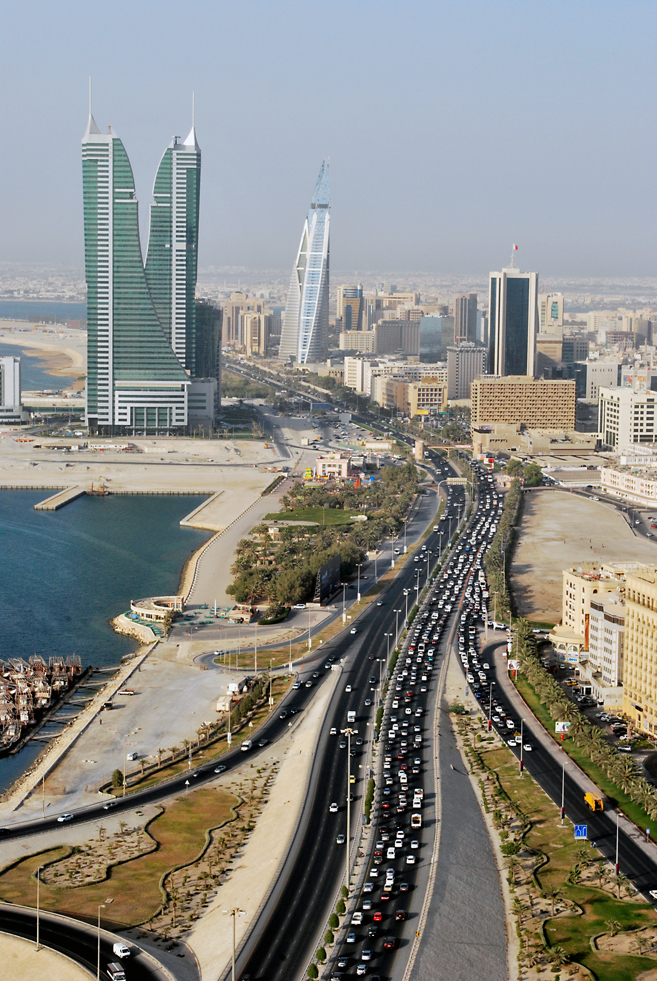
Manama egy képe

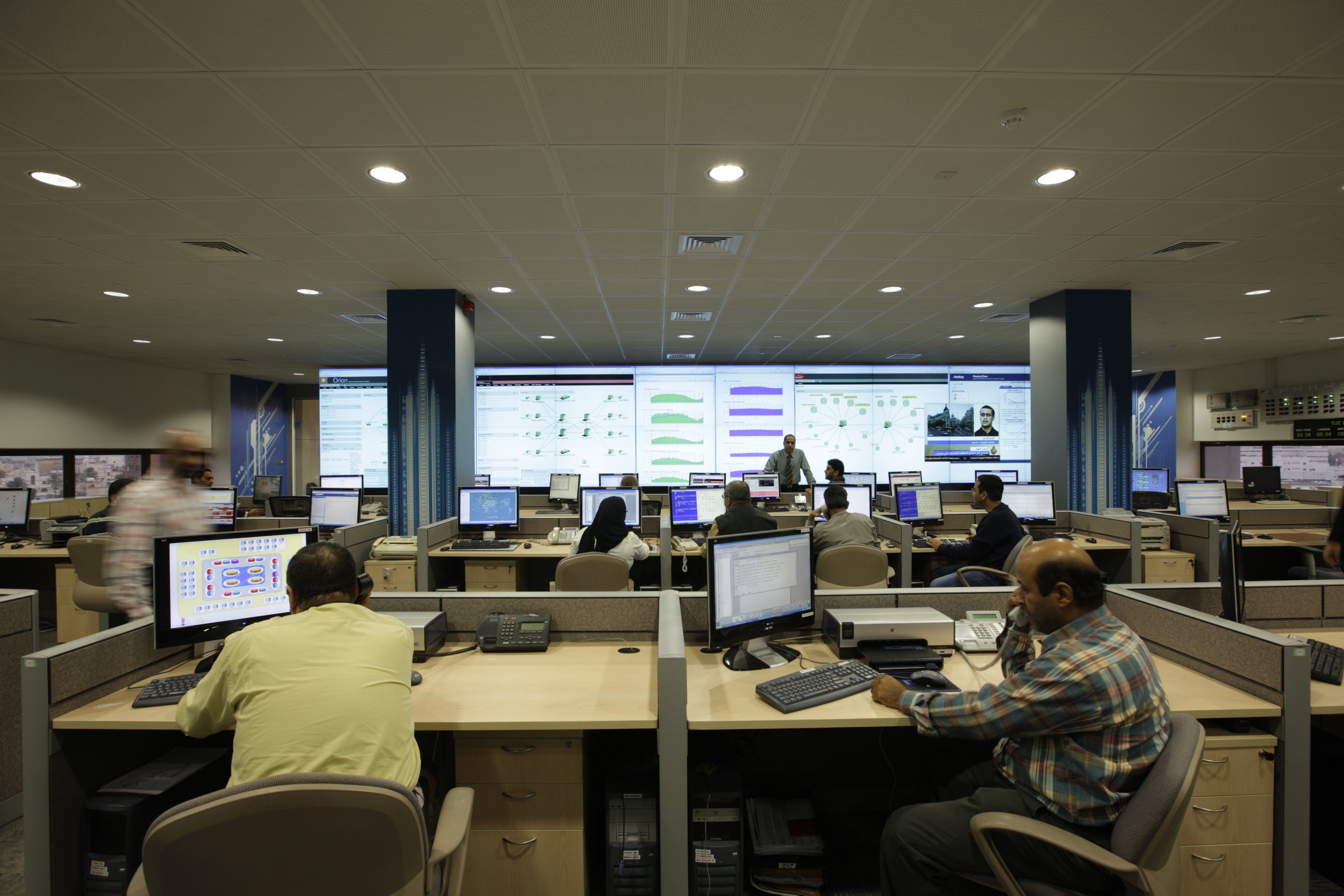
A Batelco telekommunikációs társaság egy hálózati központja

A kőolaj és a földgáz 2020-ban is meghatározó szerepet játszik Bahrein gazdaságában. A kormánynak a gazdaság diverzifikálására irányuló korábbi erőfeszítései ellenére az olaj továbbra is a bahreini bevételek 85%-át teszi ki.
Az Öböl Menti Együttműködési Tanács (GCC) tagja.
Valamikor 2020 után új, több országgal közös pénznem bevezetését tervezi (halídzsi).
Gazdasági bevételeinek 80%-a a kőolaj és a feldolgozott szénhidrogének eladásából származik.

### Gazdasági ágazatok

#### Mezőgazdaság
Főbb termények: datolya, paradicsom, gyümölcs, sütőtök. Egyéb áruk: birka és baromfihús, tojás, tej. 
Az oázisokban datolyát, gránátalmát, fügét és zöldségféléket termesztenek.

#### Ipar
Főbb ágak: kőolajfeldolgozás és -finomítás, alumínium- és, műtrágyagyártás, hajójavítás. 
Az olcsó elektromos áramra ausztrál timföldimportra épülő alumíniumkohót és hengerművet telepítettek. Fejlett ipar jellemzi (hajóépítés- és javítás), de a hagyományos kézműves iparágaknak is nagy a szerepük. Öntöző- és ivóvízzel a ma már elapadóban lévő rétegvízforrások és tengervíz-sótalanító üzemek látják el.

#### Külkereskedelem
- Exporttermékek: kőolaj és olajtermékek, alumínium, textíliák.
- Importtermékek: gépek és műszaki berendezések, élelmiszerek, vegyszerek.

Főbb kereskedelmi partnerek 2017-ben: 
- Export: Egyesült Arab Emírségek 19,6%, Szaúd-Arábia 11,7%, USA 10,8%, Omán 8,1%, Kína 6,5%, Katar 5,7%
- Import: Kína 8,8%, Egyesült Arab Emírségek 7,2%, USA 7,1%, Ausztrália 5,3%

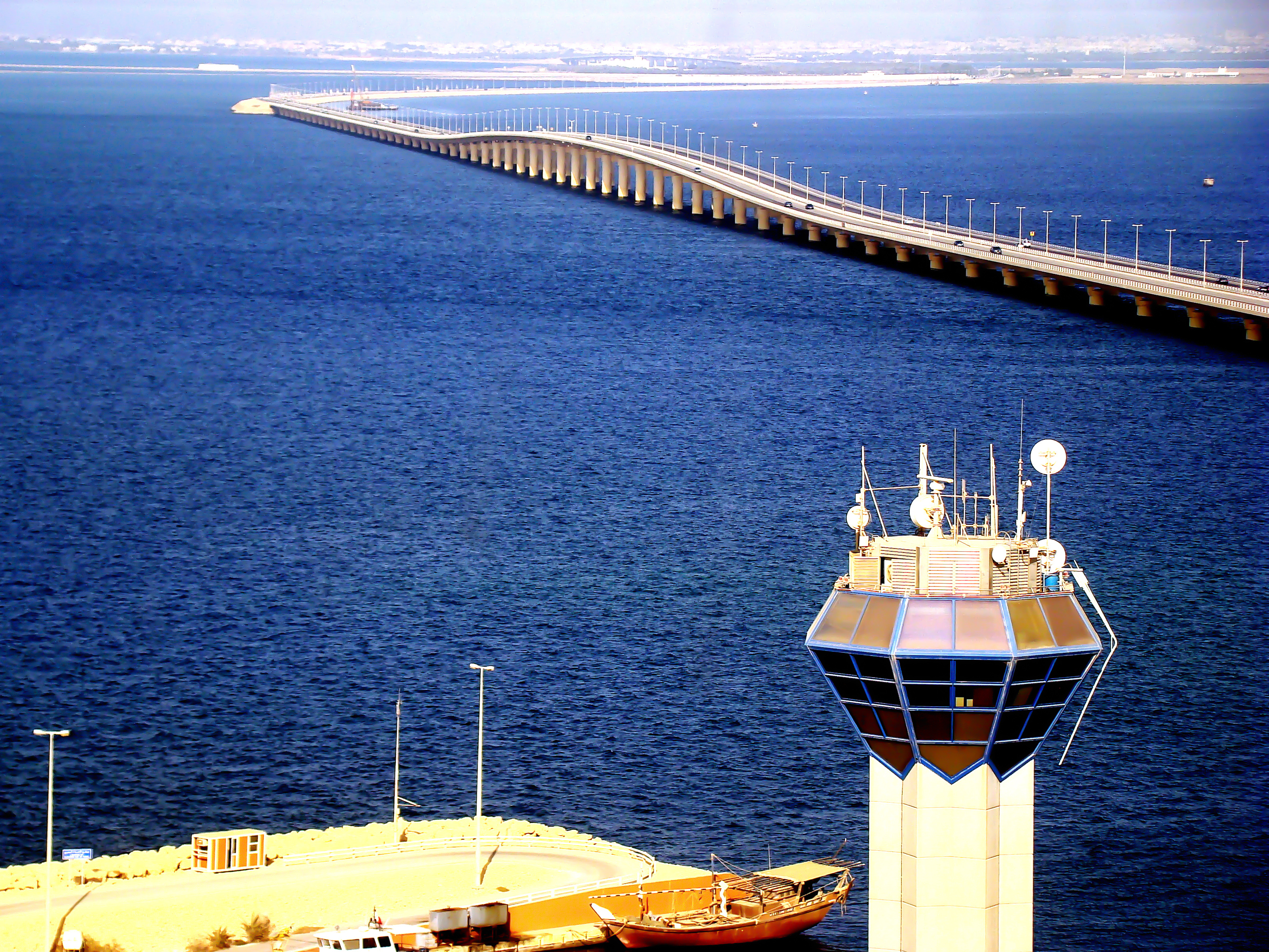
A szigetet Szaúd-Arábiával összekötő híd

#### Az országra jellemző egyéb ágazatok
Offshore banki szolgáltatások.
Az olajipari jövedelmekre alapozva a térség fontos kereskedelmi, pénzügyi, felsőoktatási központjává vált, de jelentős bevételei származnak a hajó- és légiforgalom tranzitilletékeiből, valamint a kisebb szigetek luxusszállóinak üdülővendég-forgalmából is.
Növekszik a turizmus. A madárles (elsősorban a Hawar-szigeteken), a búvárkodás és a lovaglás népszerű turisztikai tevékenység. Sok látogató a közeli Szaúd-Arábiából érkezik, részben Manáma bevásárlóközpontjai miatt.

## Közlekedés
- Közúthálózat hossza 3261 km.
- Repülőterek száma: 4 (a Bahreini nemzetközi repülőtér a sziget északi végében található, Manáma közelében).
- Kikötők száma: 3
- Fő tengeri kikötők: Mina 'Szalman, Szitrah

## Telekommunikáció
| Hívójel prefix | A9 |
| ITU zóna       | 39 |
| CQ zóna        | 21 |

## Kultúra

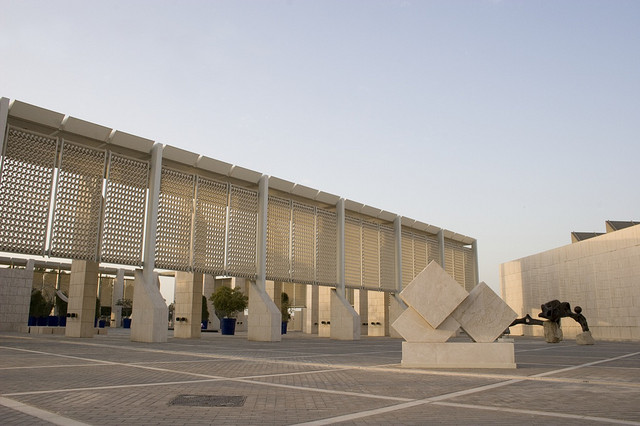
A Nemzeti Múzeum épülete

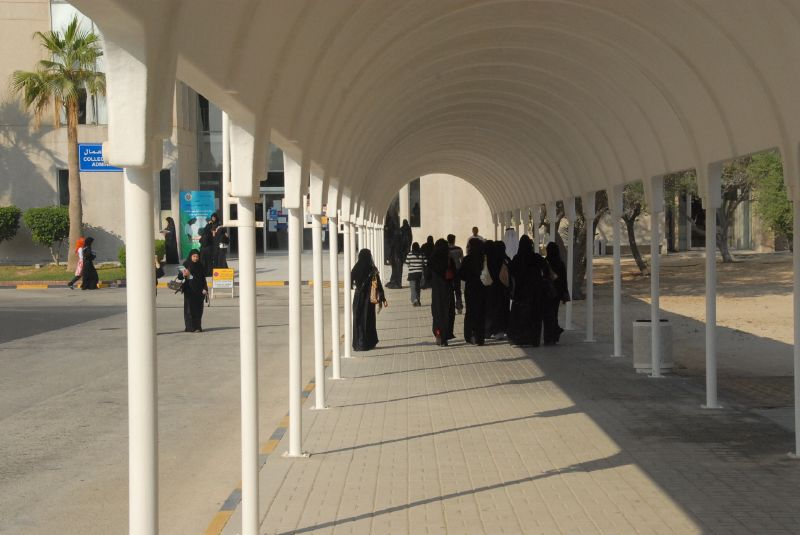
A Bahreini Egyetem női hallgatói

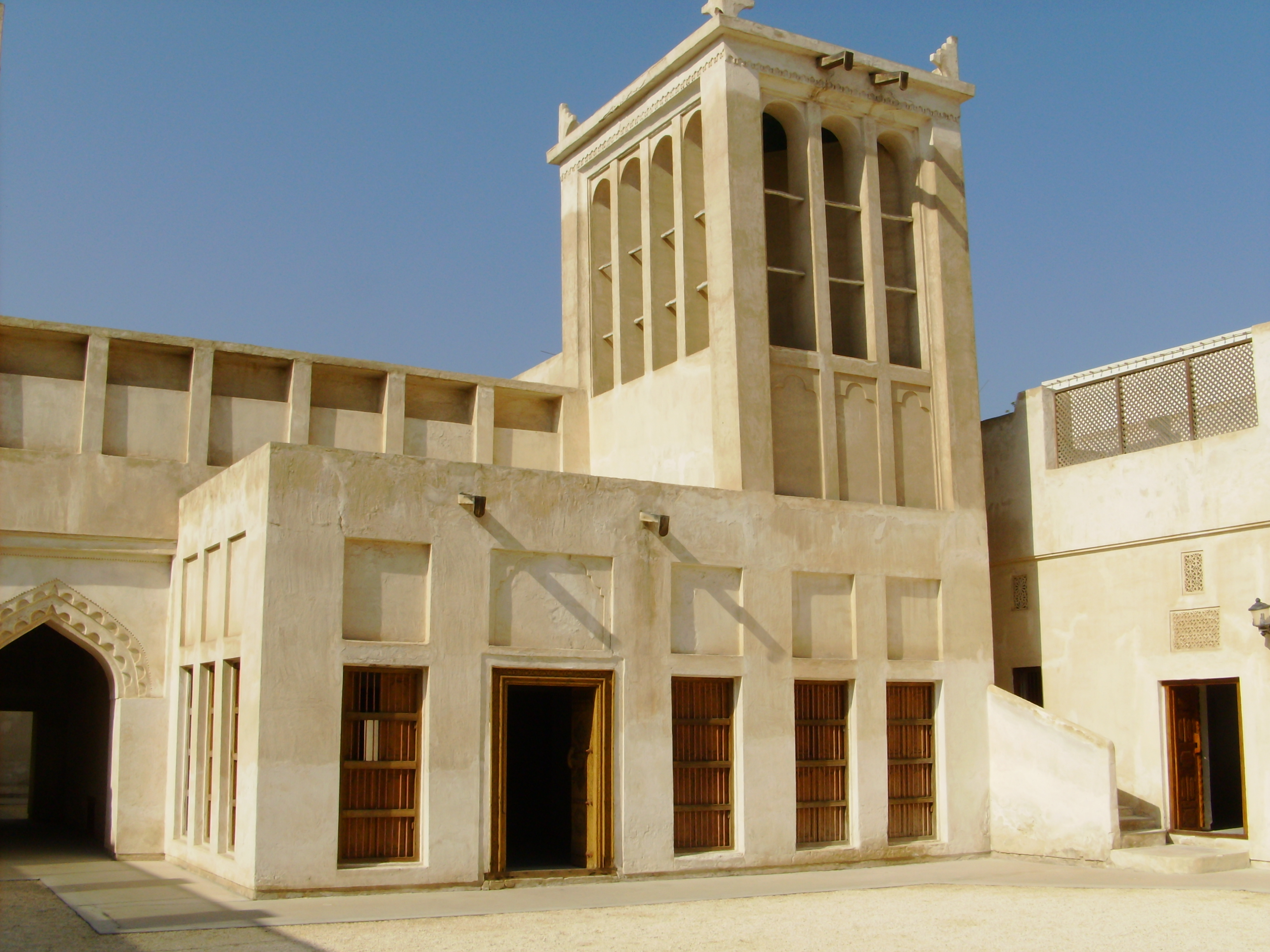
A hagyományos építészet egy példája

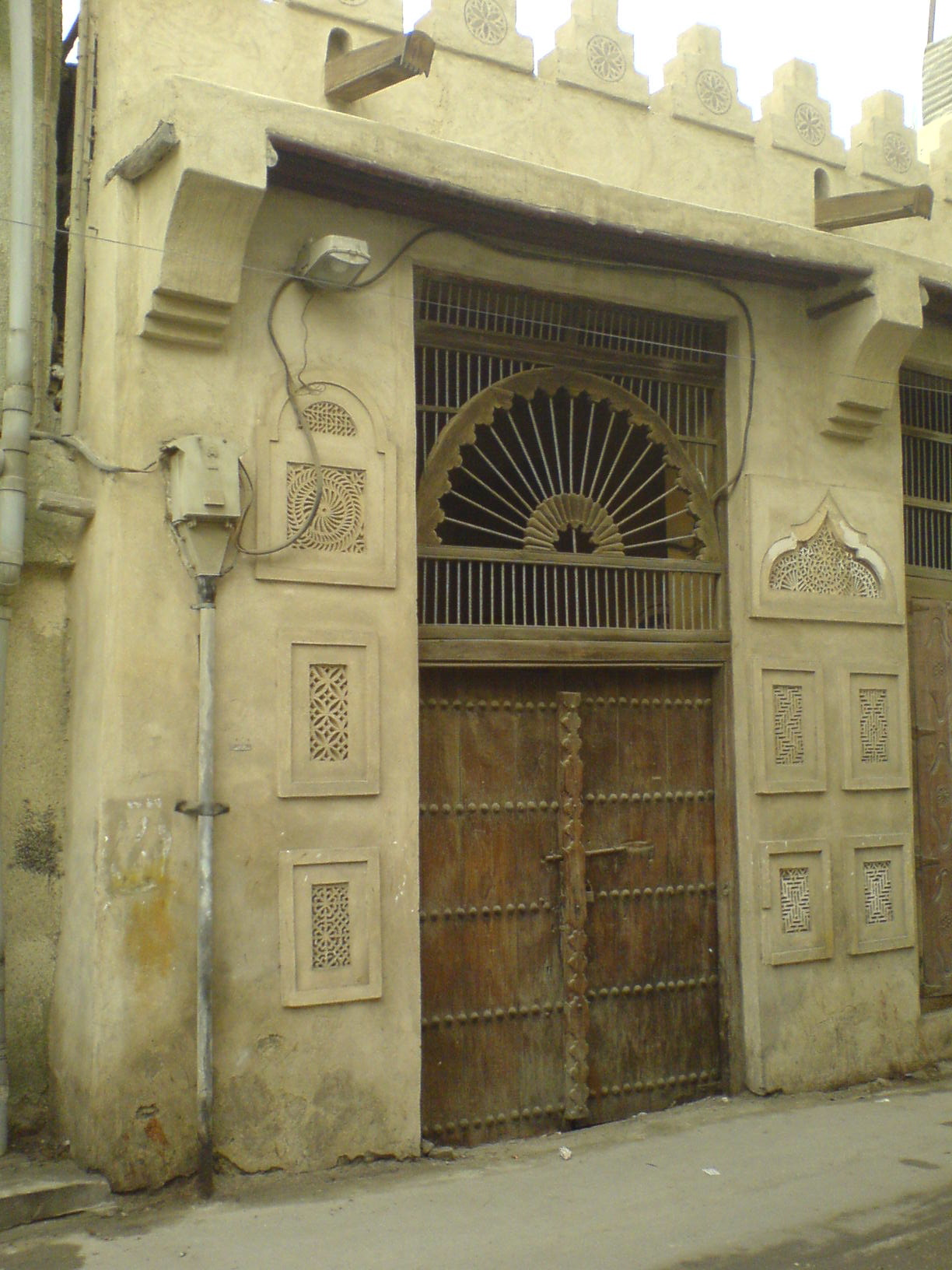
A bejárati ajtaja egy régi, hagyományos stílusban épült háznak

Bahrein etnikailag és vallásilag sokszínű és kozmopolita lakosságnak ad otthont. Ez tükröződik Bahrein társadalmi szokásaiban, amelyek – bár még mindig konzervatívak – sokkal mérsékeltebbek és lazábbak, mint a szomszédos országoké, különösen a konzervatív Szaúd-Arábiáé. Bár Bahrein még mindig arab-iszlám ország, sokkal inkább elfogadja a modernizációt és a nyugatiasodást, mint sok szomszédja.

### Társadalom
Az iszlám a fő vallás, de Bahrein a toleranciájáról ismert más vallások gyakorlóival szemben.
A bahreini és a külföldiek közötti vegyes házasságok nem ritkák, például sok filippínó-bahreini van.
A nők hagyományos öltözéke általában a hidzsáb vagy az abaja , de a női öltözékre vonatkozó szabályok általában lazábbak a regionális szomszédokhoz képest. A hagyományos férfi viselet a thawb , amelybe beletartoznak a hagyományos fejdíszek is, mint például a kufija, a ghutra és az egal, a nyugati ruházat elterjedt az országban.

### Oktatási rendszer
Az oktatás kötelező a 6 és 14 év közötti gyermekek számára. A bahreini állampolgárok számára ingyenes az oktatás az állami iskolákban, a bahreini oktatási minisztérium pedig ingyenes tankönyveket is biztosít. Az állami iskolákban nem alkalmazzák a tanulók együtt nevelését, a fiúkat és a lányokat külön iskolákba különítik el.

### Művészetek

#### Építészet
Bahrein építészete hasonló a Perzsa-öbölben fekvő szomszédaiéhoz. A széltorony, amely természetes szellőzést biztosít egy házban, gyakori látvány a régi épületeken, különösen Manama és Muharraq régi kerületeiben.

### Gasztronómia
A bahreini konyha arab, perzsa, beludzs, indiai, afrikai és távol-keleti hatások keveréke. A rizsnek és a halászati termékeknek fontos szerepük van. Többféle rizseshúshoz hasonló fogással találkozni, mint a maszli, birjani, mahbusz vagy az al-mudalal. A maszlihoz a húson kívül halat, sőt garnélarákot is adnak. Szintén hal az egyik adaléka a mahbusznak. Az almudalalba gyógynövényeket is főznek.
Bizonyos húsételek adalékanyagja lehet a cukor. A hariszhoz, egy hússal pépesített búzakásához fahéjas cukrot is adnak. Tönkölypépből, csirkéből vagy bárányból, valamint paradicsommal és fűszerekkel készül a jiris.
Az édességek kevésbé játszanak szerepet (pl. desszertként) ebédnél vagy vacsoránál. Sokkal inkább a reggeliknél jellemzők. A ghurajba nevű apró, porhanyós süteményt kávéval szolgálják fel. Egyszerű lisztből és olajból készült nyalánkság a habisza. Nagyon népszerű a hanfarus, melynek fő alapanyagja a tej és a melasz, s szintén a reggeli szerepét tölti be.
A kávé elmaradhatatlan az étkezéseknél, ugyanúgy fontos szerepe van a teának. A teázás elmaradhatatlan a vendégek fogadásánál.

## Turizmus
A turizmus fellendítésére egyre nagyobb hangsúlyt fektetnek (luxusszállodák, golfpályák, búvárkodás).
Javasolt oltás a turistáknak:
- Hastífusz
- Hepatitis A (magas a fertőzésveszély)

## Sport
Olimpia

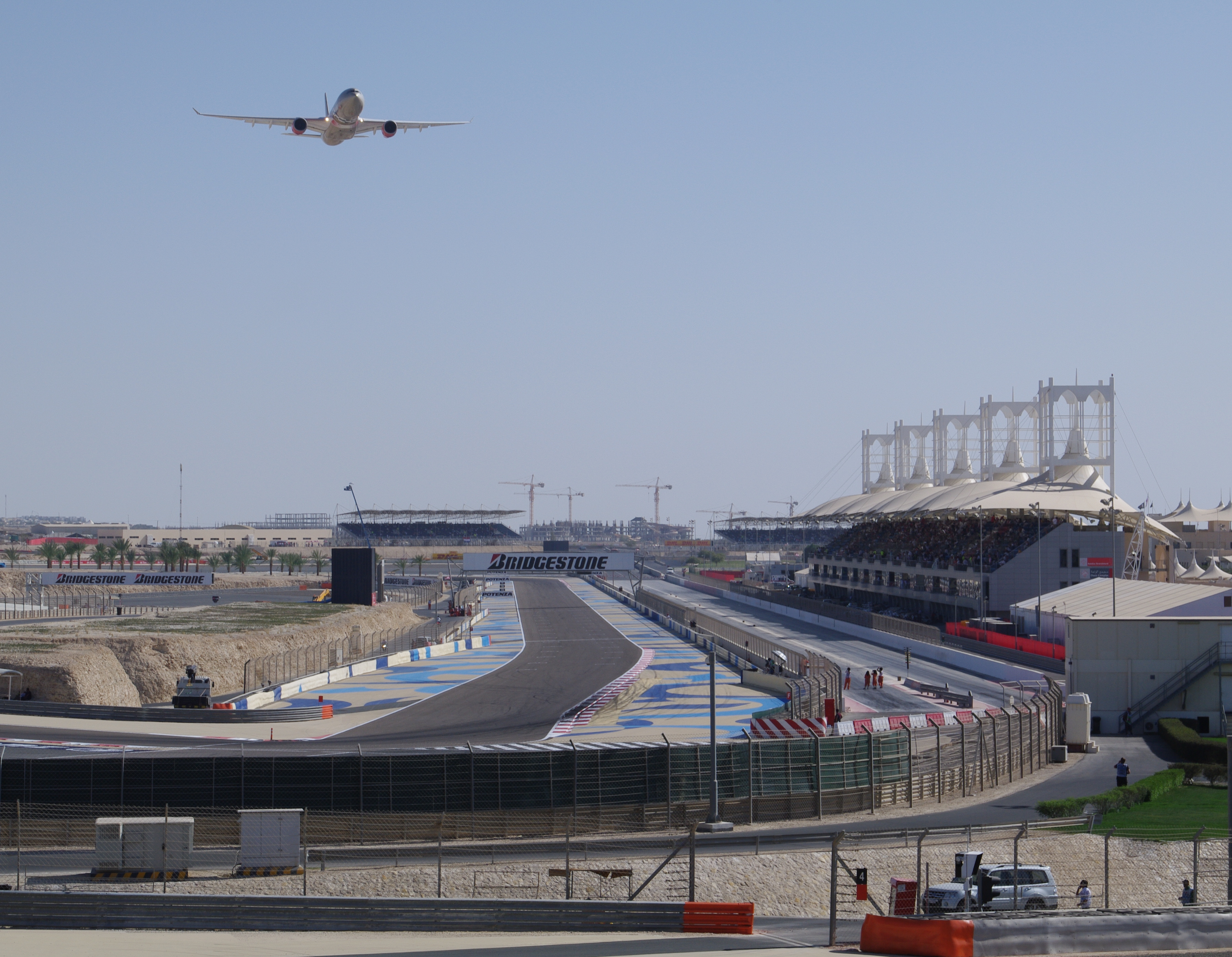
A Formula–1 bahreini pályájának egy része

Az olimpiai játékokon eddig egyetlen érmet nyert az ország. A 2008-as pekingi játékokon Rashid Ramzi atléta a férfi 1500 méteres síkfutás aranyérmese lett, aranyérmét azonban a NOB később doppingvétség miatt elvette és kétéves eltiltást szabott ki rá.
- Bővebben: Bahrein az olimpiai játékokon

Labdarúgás
A Bahreini labdarúgó-válogatott eddigi legjobb eredménye a 2004-es Ázsia Kupán elért 4. helye volt.
- Bővebben: Bahreini labdarúgó-válogatott

Formula–1
2004 óta megrendezik a Formula–1 bahreini nagydíjat. 2011-ben elmaradt a verseny az országban uralkodó politikai helyzet miatt.

## Ünnepek

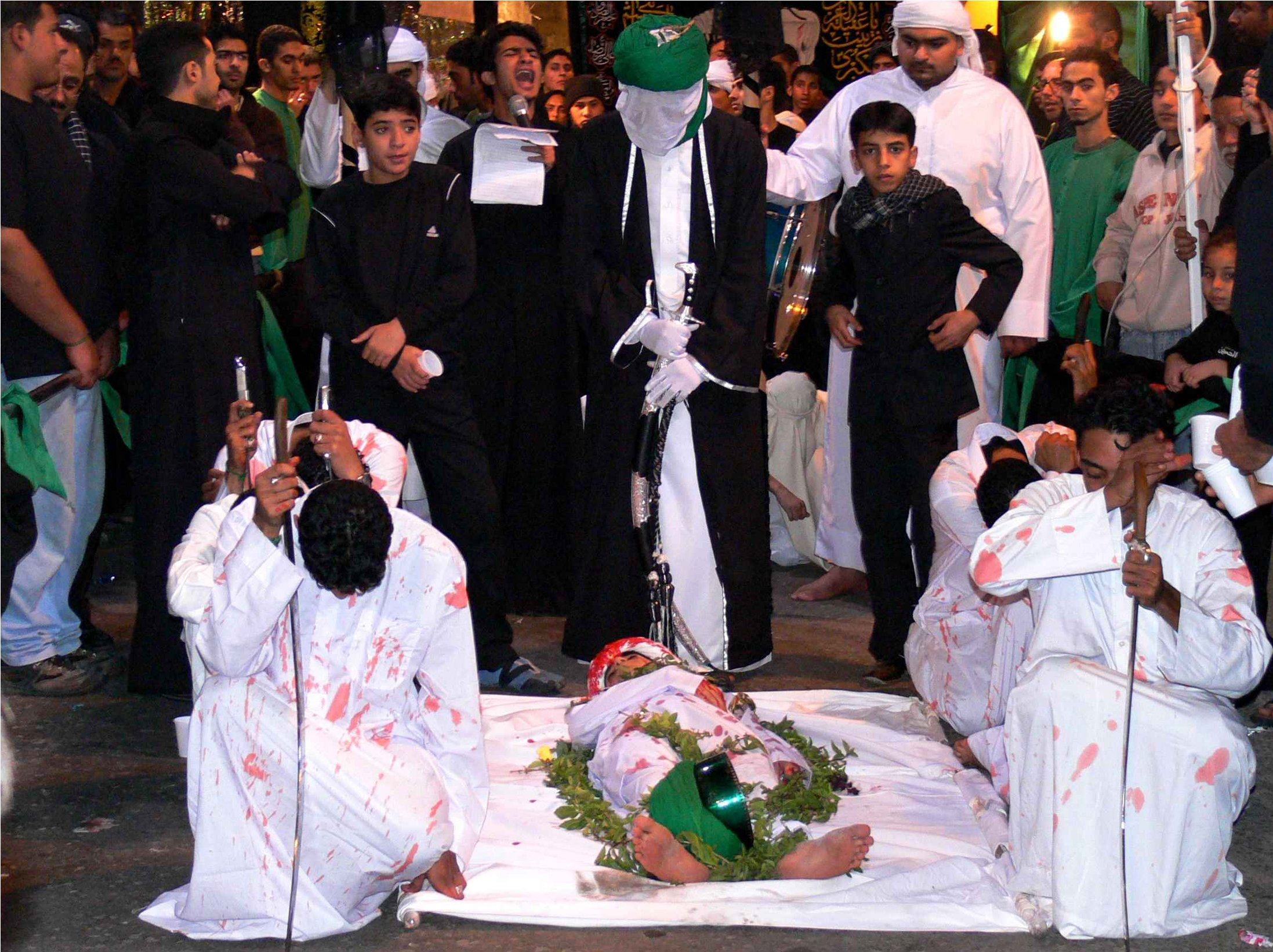
Ásúrá ünnep

| Dátum                | Név            | Helyi név           | Megjegyzés                                    |
| -------------------- | -------------- | ------------------- | --------------------------------------------- |
| Jan. 1.              | Újév           | رأس السنة الميلادية | A gregorián naptár újéve.                     |
| Máj. 1.              | A munka ünnepe | يوم العمال          | Helyi nevén "Eid Al Oumal" (Munkások napja).  |
| Dec. 16.             | Nemzeti ünnep  | اليوم الوطني        | Bahrein nemzeti ünnepe.                       |
| Dec. 17.             |                | يوم الجلوس          |                                               |
| Muharram 1.          | iszlám újév    | رأس السنة الهجرية   |                                               |
| Muharram 9-10.       | Ásúrá          | عاشوراء             | Muharram hidzsri hónapjának 9. és 10. napján. |
| Rabi' al-awwal 12.   | Maulid         | المولد النبوي       | Mohamed születésnapja.                        |
| Shawwal 1-3.         | Eid al-Fitr    | عيد الفطر           | A ramadán vége.                               |
| Dhu al-Hijjah 9.     | Arafát-nap     | يوم عرفة            | Megemlékezés Mohamed utolsó prédikációjáról   |
| Dhu al-Hijjah 10-13. | Eid al-Adha    | عيد الأضحى          |                                               |